# 케자 스타디움
케자 스타디움(Kezar Stadium)은 미국의 다목적 경기장이다. 캘리포니아주 샌프란시스코에 위치하고 있으며 과거 NFL 샌프란시스코 포티나이너스와 오클랜드 레이더스, NASL 샌프란시스코 델타스의 홈경기장으로 사용했다.